# Honanoteri

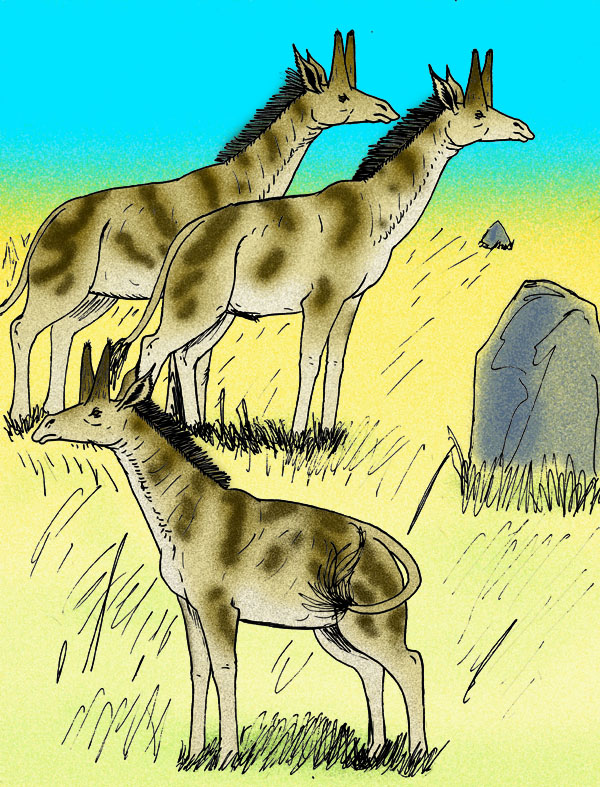
Representació de H. schlosseri

Honanotherium és un gènere extint de giràfid descrit per Bohlin el 1927. Visqué en el que avui dia és la província de Henan, a la Xina i de l'Azerbaidjan Oriental, a l'Iran. Se n'han trobat restes a Gansu i Shaanxi (Xina). Tenia un aspecte similar al de la girafa, però era una mica més baix i tenia ossicons més grossos. Estava emparentat estretament amb el gènere Bohlinia i es considerà durant molt de temps que era un avantpassat de l'actual girafa. Recentment se n'han identificat dues espècies diferents: H. schlosseri i H. bernori.

## Etimologia
La primera part del nom científic, honano fa referència al Henan, a la Xina, on es trobaren els primers fòssils. La segona meitat, therium, prové del grec i vol dir bestia.

## Paleobiologia
Com les girafes actuals, Honanotherium s'alimentà de les fulles dels arbres d'alçada mitja en un entorn tipus sabana, tot i que el seu coll més curt indica que probablement s'alimentà de plantes diferents de la girafa actual.